# Середня Говтва
Сере́дня Го́втва — річка в Україні, в межах Зіньківського та Диканського районів Полтавської області. Права притока Вільхової Говтви (басейн Дніпра). 

## Опис
Довжина річки 40 км, площа басейну 205 км². Долина коритоподібна з пологим лівим берегом, завширшки до 1,5 км, завглибшки до 30 м, розвинуті ерозійні процеси. Ширина заплави до 200 м, у нижній течії є заплавні озера. Річище слабозвивисте, завширшки до 5 м, у маловодні роки пересихає. Похил річки 1,5 м/км. Споруджено кілька ставків. 

## Розташування
Середня Говтва бере початок біля села Миколаївки. Тече переважно на південний захід і південь, у пригирловій частині повертає на південний схід і схід. Впадає у Вільхову Говтву на схід від села Надежди. 

## Притоки
- Балка Безіменна, Дейнська Балка (ліві).

## Цікаві факти
- На старих радянських мапах Середня Говтва помилково зафіксована під назвою Велика Говтва.
- Свою назву річка отримала через те, що розташована приблизно посередині між двома Говтвами — Грузькою Говтвою та Вільховою Говтвою.